# Ponte Presidente Dutra (São Paulo)
A Ponte Presidente Dutra é um conjunto formado por dois viadutos e duas pontes sobre rio Tietê, na cidade de São Paulo, Brasil. Faz parte do sistema viário da Marginal Tietê e tem 400 metros de extensão. O seu fluxo médio de veículos é de aproximadamente 1.800 veículos por hora.
O complexo tem a função de interligar a pista sentido leste da Marginal Tietê à Rodovia Presidente Dutra, no distrito de Vila Maria. E a mesma rodovia à pista sentido oeste da Marginal Tietê.

## Problemas
Em 23 de janeiro de 2019 uma das pontes deste complexo viário teve que ser interditada após sofrer o rompimento de uma viga de sustentação localizada junto à margem esquerda do rio Tietê.  A interdição causou profundos impactos em relação ao trânsito de veículos, tornando ainda mais intensos os já frequentes congestionamentos registrados no local.
Para a reabilitação estrutural da ponte foram substituídos os aparelhos de apoio dos pilares 3 e 6, a recuperação de fissuras e trincas estruturais por meio da injeção de resinas específicas para tal fim e a remoção do excesso de argamassa da laje superior da pista para redução do peso da estrutura. Também foi executada a aplicação de fibra de carbono para reforço em alguns pontos da estrutura.
Após executadas as intervenções necessárias, a ponte foi novamente liberada para o tráfego de veículos no dia 17 de junho de 2019.